# Vlietlanden
Vlietlanden ist ein niederländisches Naturschutz- und Erholungsgebiet im Dreieck der südholländischen Gemeinden Maassluis, Midden-Delfland und Vlaardingen. Es ist 72 Hektar groß und eines der wenigen Naturschutzgebiet, die nicht einpoldert sind. Dadurch liegt es höher als die ihn umgebenden Polder, namentlich den östlich anschließenden großen Broekpolder. Vlietlanden verfügt über das ausgedehnte Vogelschutzgebiet Starrevaart, das 1987 angelegt wurde und ab 1995 geöffnet wurde. Das gesamte Gebiet ist für Wanderungen und Tierbeobachtungen zugänglich. Direkt angrenzend ist ein 150 Hektar großer See, der infolge von Sandabbau ab 1976 entstand und als weitläufiges Erholungsgebiet konzipiert wurde, der viele Wassersportmöglichkeiten bietet. Er ist ein beliebtes Naherholungsgebiet der Randstädter.
Dieses Gebiet darf nicht verwechselt werden mit dem großen kommerziellen Bungalowpark de Vlietlanden in Nordholland, der von seinen Betreibern insbesondere in Deutschland sehr stark beworben wird.

Koordinaten: 51° 54′ 52,65″ N, 4° 18′ 7,84″ O